# Atletism la Jocurile Olimpice de vară din 1976 - Aruncarea suliței (masculin)
Proba masculină de aruncare a suliței de la Jocurile Olimpice de vară din 1976 a avut loc în perioada 25-26 iulie 1976 pe Stadionul Olimpic din Montreal.

## Recorduri
Înaintea acestei competiții, recordurile mondiale și olimpice erau următoarele:
| Record  | Atlet                  | Rezultat | Loc             | Data              |
| ------- | ---------------------- | -------- | --------------- | ----------------- |
| Mondial | Klaus Wolfermann (FRG) | 94,08 m  | Leverkusen, FRG | 5 mai 1973        |
| Olimpic | Klaus Wolfermann (FRG) | 90,48 m  | München, FRG    | 3 septembrie 1972 |

## Rezultate

### Calificări
S-a calificat în finală orice atlet care a reușit o aruncare de cel puțin 79,00 m.

#### Grupa A
| Loc | Atlet            | Țară              | 1       | 2       | 3       | Distanță |
| --- | ---------------- | ----------------- | ------- | ------- | ------- | -------- |
| 1   | Seppo Hovinen    | Finlanda          | 89,76 m | –       | –       | 89,76 m  |
| 2   | Miklós Németh    | Ungaria           | 89,28 m | –       | –       | 89,28 m  |
| 3   | Jorma Jaakola    | Finlanda          | 83,84 m | –       | –       | 83,84 m  |
| 4   | Piotr Bielczyk   | Polonia           | 82,56 m | –       | –       | 82,56 m  |
| 5   | Michael Wessing  | Germania de Vest  | 75,98 m | 78,28 m | 82,54 m | 82,54 m  |
| 6   | Terje Thorslund  | Norvegia          | 82,52 m | –       | –       | 82,52 m  |
| 7   | Jānis Lūsis      | Uniunea Sovietică | 82,08 m | –       | –       | 82,08 m  |
| 8   | Gheorghe Megelea | România           | 80,28 m | –       | –       | 80,28 m  |
| 9   | Hannu Siitonen   | Finlanda          | 79,38 m | –       | –       | 79,38 m  |
| 10  | Sándor Boros     | Ungaria           | 77,60 m | 77,18 m | 70,06 m | 77,60 m  |
| 11  | Ferenc Paragi    | Ungaria           | 73,54 m | 77,48 m | 75,76 m | 77,48 m  |

#### Grupa B
| Loc | Atlet             | Țară                       | 1       | 2       | 3       | Distanță |
| --- | ----------------- | -------------------------- | ------- | ------- | ------- | -------- |
| 1   | Phil Olsen        | Canada                     | 87,76 m | –       | –       | 87,76 m  |
| 2   | Sam Colson        | Statele Unite ale Americii | 72,28 m | 71,74 m | 86,64 m | 86,64 m  |
| 3   | Vasîl Ierșov      | Uniunea Sovietică          | 85,68 m | –       | –       | 85,68 m  |
| 4   | Amado Morales     | Puerto Rico                | 82,08 m | –       | –       | 82,08 m  |
| 5   | Valentin Djonev   | Bulgaria                   | 75,66 m | 80,84 m | –       | 80,84 m  |
| 6   | Bjørn Grimnes     | Norvegia                   | 73,74 m | 80,32 m | –       | 80,32 m  |
| 7   | Anthony Hall      | Statele Unite ale Americii | 79,56 m | –       | –       | 79,56 m  |
| 8   | Jacques Ayé Abehi | Coasta de Fildeș           | 74,76 m | 78,40 m | 70,10 m | 78,40 m  |
| 9   | Richard George    | Statele Unite ale Americii | x       | 78,32 m | 64,96 m | 78,32 m  |
| 10  | Óskar Jakobsson   | Islanda                    | 72,78 m | 71,90 m | x       | 72,78 m  |
| 11  | Ghassan Faddoul   | Liban                      | x       | 54,92 m | 53,90 m | 54,92 m  |
| –   | Urs von Wartburg  | Elveția                    | x       | x       | x       | FR       |

### Finala
| Loc | Atlet            | Țară                       | 1                 | 2                 | 3                 | 4                 | 5                 | 6                 | Distanță          |
| --- | ---------------- | -------------------------- | ----------------- | ----------------- | ----------------- | ----------------- | ----------------- | ----------------- | ----------------- |
| 1   | Miklós Németh    | Ungaria                    | 94,58 m           | –                 | –                 | 83,32 m           | 84,76 m           | 86,84 m           | 94,58 m RM        |
| 2   | Hannu Siitonen   | Finlanda                   | 87,92 m           | x                 | 86,58 m           | x                 | x                 | 80,92 m           | 87,92 m           |
| 3   | Gheorghe Megelea | România                    | 87,16 m           | 83,16 m           | 82,92 m           | 82,10 m           | x                 | x                 | 87,16 m           |
| 4   | Piotr Bielczyk   | Polonia                    | x                 | 77,90 m           | 86,50 m           | 81,00 m           | 82,28 m           | 82,94 m           | 86,50 m           |
| 5   | Sam Colson       | Statele Unite ale Americii | 77,70 m           | 85,06 m           | 86,16 m           | x                 | x                 | x                 | 86,16 m           |
| 6   | Vasîl Ierșov     | Uniunea Sovietică          | 85,26 m           | x                 | 77,06 m           | x                 | 78,32 m           | 82,50 m           | 85,26 m           |
| 7   | Seppo Hovinen    | Finlanda                   | 83,46 m           | 83,92 m           | 84,26 m           | x                 | x                 | x                 | 84,26 m           |
| 8   | Jānis Lūsis      | Uniunea Sovietică          | 79,74 m           | 77,58 m           | 73,76 m           | 74,00 m           | x                 | 80,26 m           | 80,26 m           |
| 9   | Michael Wessing  | Germania de Vest           | 78,44 m           | x                 | 79,06 m           | Nu au avansat     | Nu au avansat     | Nu au avansat     | 79,06 m           |
| 10  | Terje Thorslund  | Norvegia                   | 78,24 m           | x                 | 76,48 m           | Nu au avansat     | Nu au avansat     | Nu au avansat     | 78,24 m           |
| 11  | Phil Olsen       | Canada                     | x                 | x                 | 77,70 m           | Nu au avansat     | Nu au avansat     | Nu au avansat     | 77,70 m           |
| 12  | Amado Morales    | Puerto Rico                | 71,30 m           | x                 | 75,54 m           | Nu au avansat     | Nu au avansat     | Nu au avansat     | 75,54 m           |
| 13  | Bjørn Grimnes    | Norvegia                   | x                 | 73,24 m           | 74,88 m           | Nu au avansat     | Nu au avansat     | Nu au avansat     | 74,88 m           |
| 14  | Valentin Djonev  | Bulgaria                   | 73,16 m           | x                 | 73,88 m           | Nu au avansat     | Nu au avansat     | Nu au avansat     | 73,88 m           |
| 15  | Anthony Hall     | Statele Unite ale Americii | x                 | 68,92 m           | 71,70 m           | Nu au avansat     | Nu au avansat     | Nu au avansat     | 71,70 m           |
| –   | Jorma Jaakola    | Finlanda                   | Nu a luat startul | Nu a luat startul | Nu a luat startul | Nu a luat startul | Nu a luat startul | Nu a luat startul | Nu a luat startul |